# 陶陶居
陶陶居（俗稱孖陶）是廣州的一間老牌茶樓，位於广东省广州市荔湾区华林街道湛露社区第十甫路20号（上下九步行街），由黃澄波創建於1880年（清光緒六年）。

## 歷史

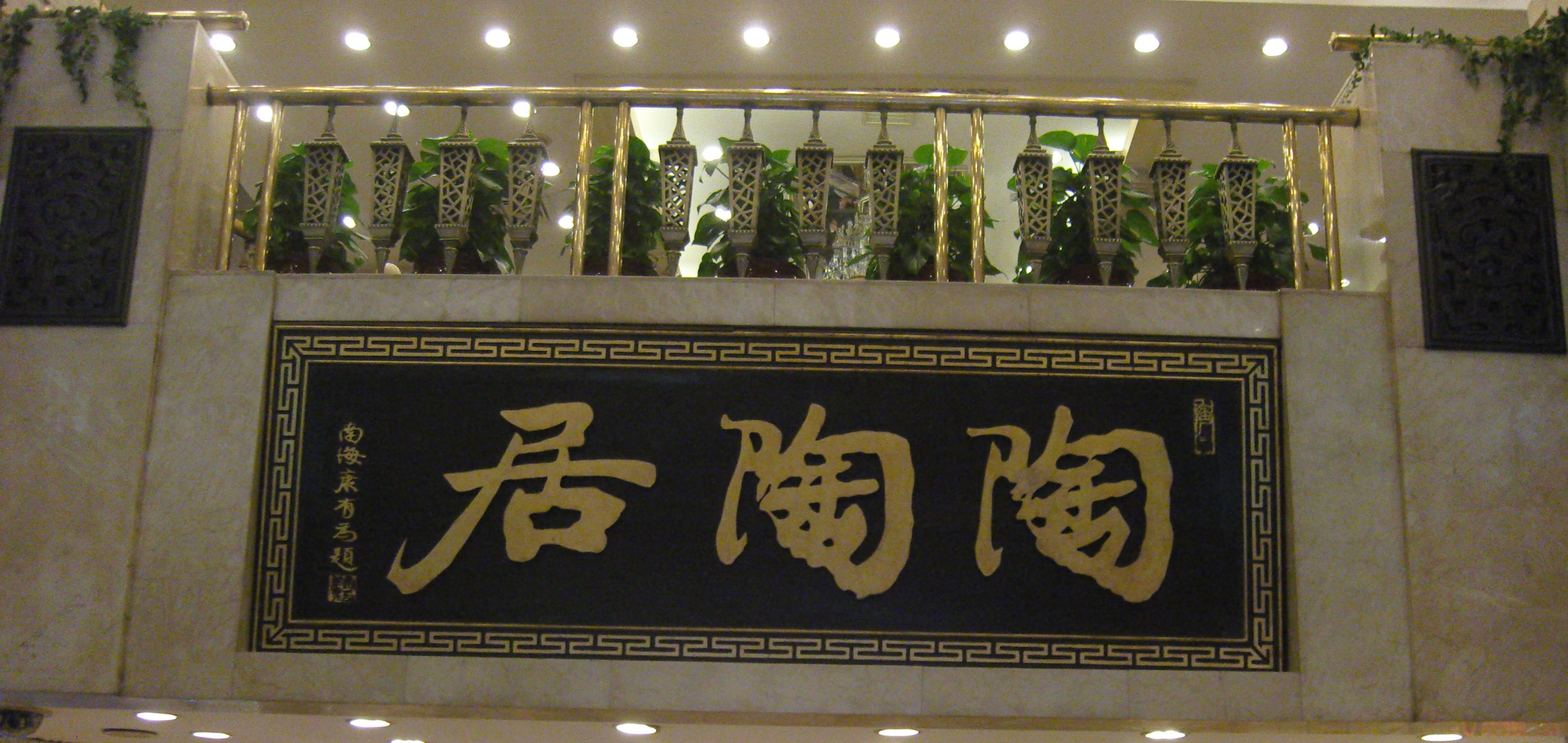
康有為親筆所題的招牌

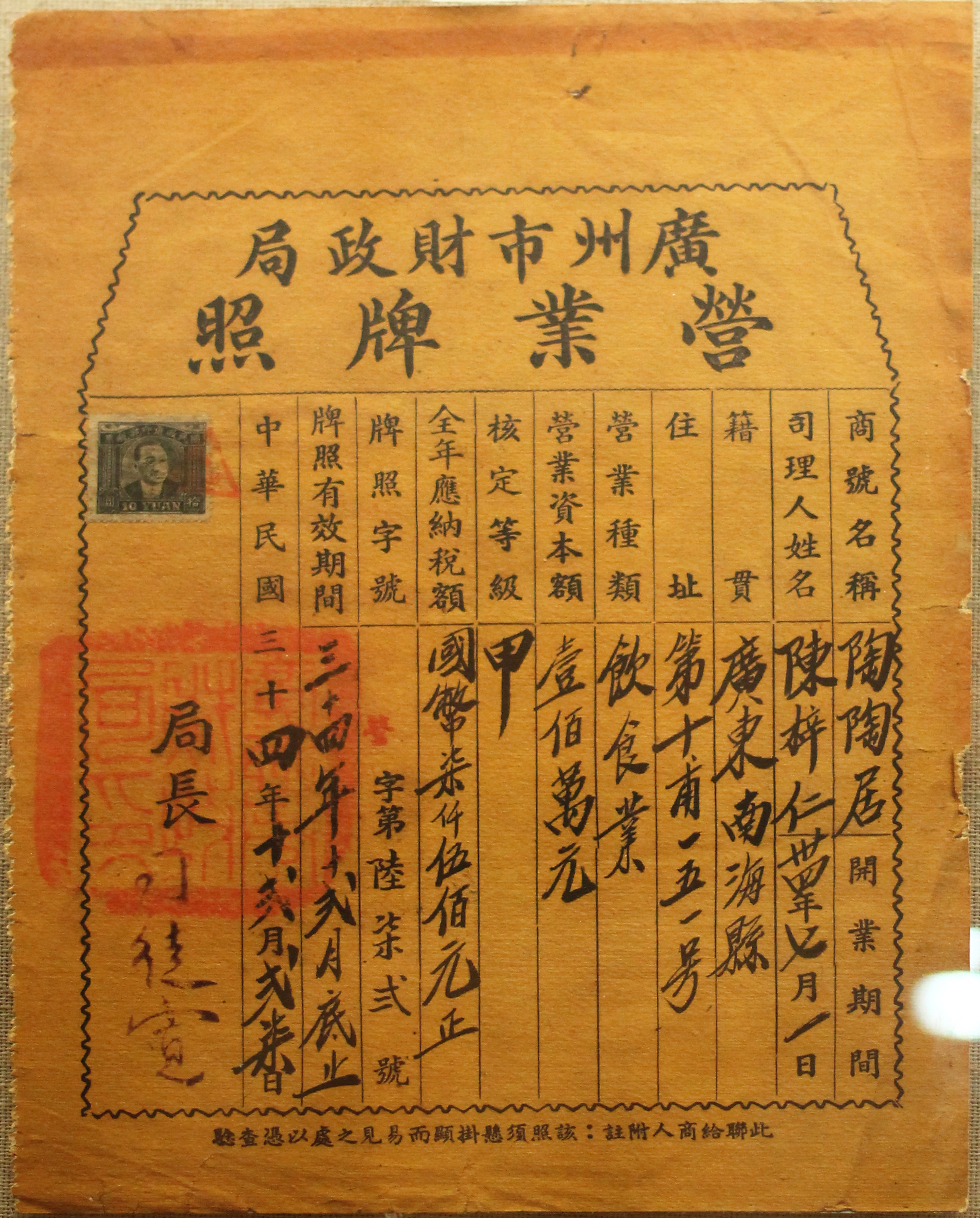
中華民國廣州市財政局發出的營業牌照。

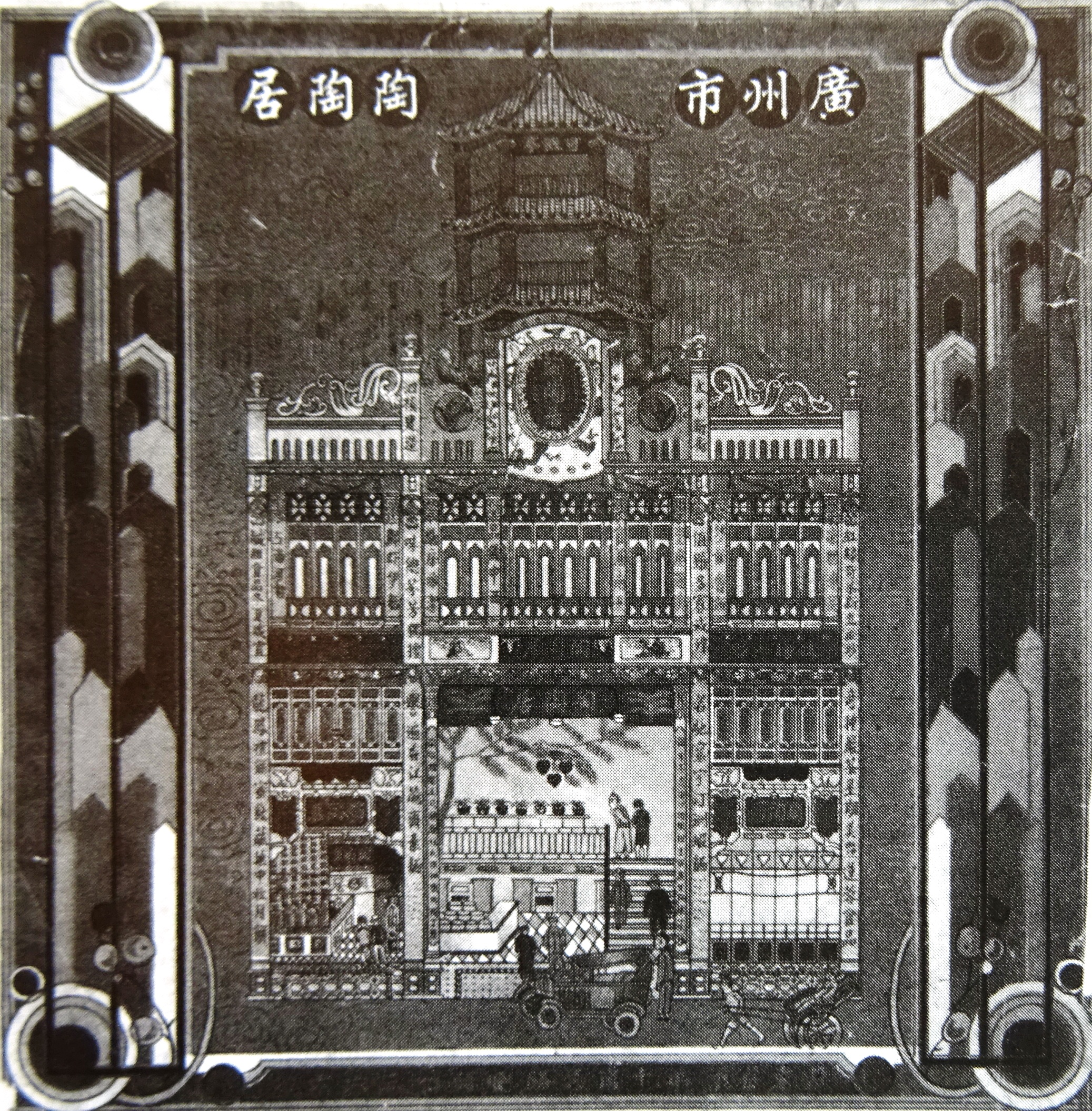
1930年代初陶陶居廣告

### 初期
在未成為茶樓前，陶陶居原址是西關一位大戶大家的書院。陶陶居原名葡萄居，由黃澄波自理的時期，主要經營姑蘇清茶和細緻點心為主。後由廣東巨商譚杰南（另一說法是陈伯绮）購入後改名陶陶居，取其「樂也陶陶」之意。關於在茶樓大堂上耀眼的牌匾上「陶陶居」的命題，傳說是清末文人康有為的手筆，有說康有為到廣州講學時，是該茶樓的常客，因而為茶樓題字；亦有說這三個字是康有為為替愛妾「陶陶」居所題的字，後才落入茶樓老闆手中。
清末民初，陶陶居拹著康有為的名氣，再加上店內清雅的裝修格局，在中華民國初期各方文人雅士聚會之地。曾經到訪過這裡的名人商賈包括巴金、魯迅，粵劇界名伶薛覺先、白駒榮等。但後來因經營不善，後繼無人，曾經在民國十六年（1927年）因巨債而倒閉。直至民國二十二年（1933年）重開。

### 共和國後
1949年中华人民共和国建政；1956年，中國共產黨對私營企業進行「生产资料所有制的社会主义改造」，強行將陶陶居「公私合營」。1966年，陶陶居從公私合營企業變成國有企業。
文化大革命时期，陶陶居被当局改名为东风楼，所在的第十甫路被改为“秀丽路”；至1971年9月，陶陶居恢复原名。
到1990年代，國家市場經濟改革，陶陶居亦是從眾多國企中變革求生的一員。於在2000年，陶陶居被香港幸福樓海鮮酒家飲食集團收購，從舊國企轉為股份制籌集資金，並引進香港模式進行管理。但商標仍然屬於「國有」的「廣州飲食服務企業集團有限公司」，並不屬幸福樓飲食集團。現時汪明荃是陶陶居的代言人。
廣州飲食服務企業集團有限公司以商標持有人身份銷售外發加工的「陶陶居」食品，而幸福樓飲食集團同樣銷售自己生產的食品。飲食集團的品牌顧問聲稱，集團的「陶陶居」品牌食品，與幸運樓集團在產品特點和銷售渠道上都有差異，但《南方都市報》記者在飲食集團在售產品看到，幸運樓「陶陶居」知名食品老婆餅、雞仔餅也在其中。市人大代表丘育華認為「不能說市場很大就不存在競爭」，要不是國資委獨自經營，要不是幸運樓獨自經營，應該兩者選其一。
現在陶陶居亦被中國國內貿易部頒發「中華老字號」、「國家特級酒家」等稱號。2005年6月被公布为广州市登记保护文物单位。

### 外判商標權與被收購
早在2000年，幸运楼饮食集团从广州工业发展集团下属广州饮食集团手上取得陶陶居商标经营权，经营第十甫路陶陶居老店，合约期至2018年9月11日。
2012年11月，廣州工業發展集團有限公司（廣州國資發展控股有限公司全資二級企業）成立廣州陶陶居食品有限公司。
2015年7月初，廣州陶陶居食品有限公司在廣州交易所發佈公告，將陶陶居商標中的餐館服務專案許可外判，主營山東菜的食尚國味飲食集團投得標的，簽訂合約期至2024年，據悉陶陶居品牌使用費將以茶樓營業額中抽取點數方式結算，279.11萬元是保底數額。陶陶居食品不參與茶樓具體經營管理，但會監督茶樓的裝修風格及產品品質，要求食尚國味5年內新開設陶陶居茶樓至少5家。市面由此出现幸运楼、广州工业发展集团、食尚餐饮3家企业共用陶陶居商标的局面，其中幸运楼和食尚餐饮只获授权负责陶陶居餐饮的运营，而包括月饼、饼干等陶陶居品牌的食品加工仍由广州工业发展集团有限公司下属公司生产及营销。
2015年8月，在廣州正佳廣場開設第一間新店，糅合滿洲窗、鳥籠、趟門等廣州舊西關元素，而格局為現代餐廳的樣式：以兩人檯凳為主，也有半開放式的多人包間。食尚東主尹江波認為，要同時讓新一代的年輕人喜歡陶陶居，就要在店面裝修、出品和服務上做到與消費趨勢結合。

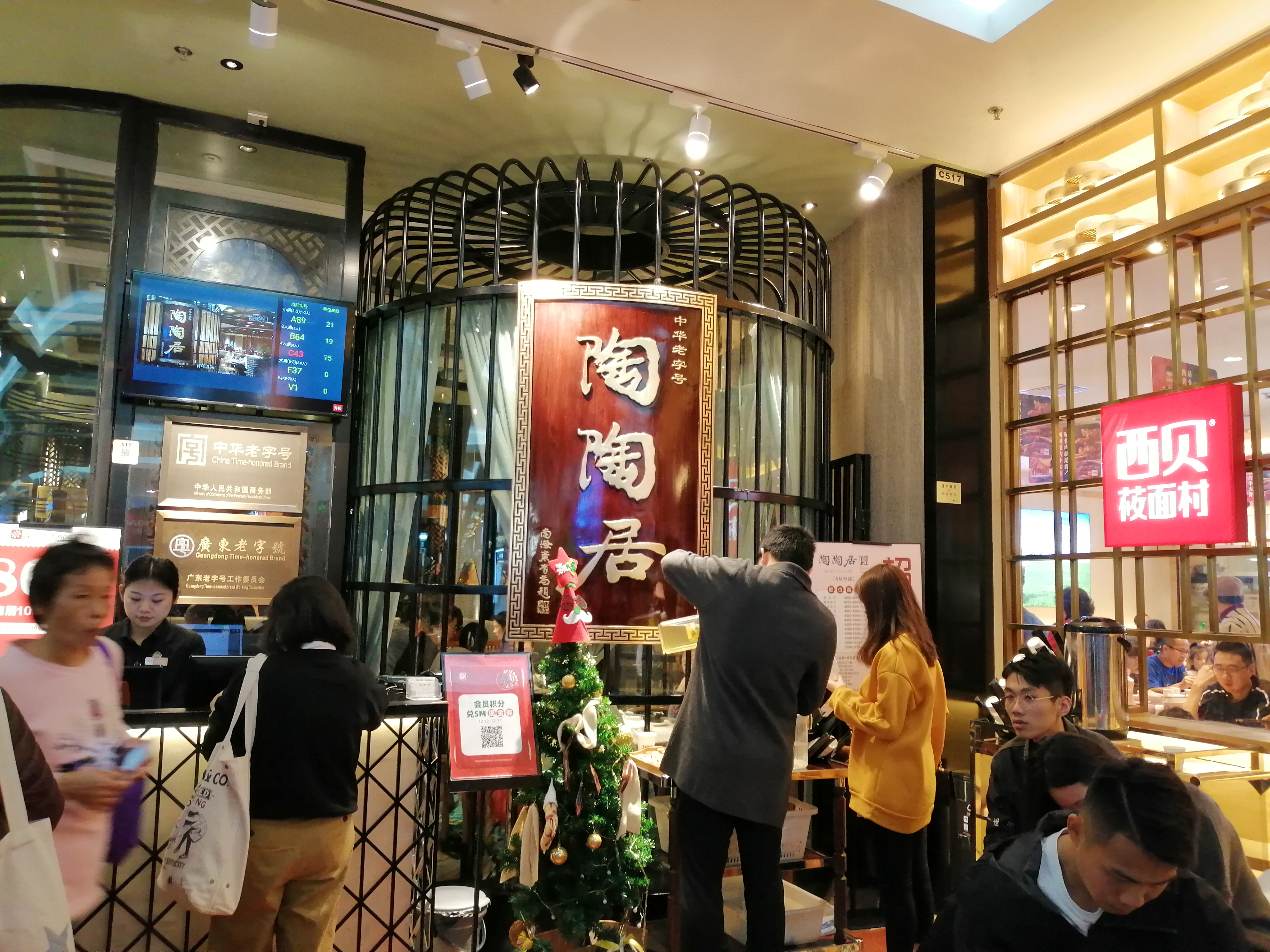
陶陶居位于福建廈門SM新生活廣場的分店

2016年8月，於廣州麗影廣場開設第二家店。12月於福建廈門SM新生活廣場開設第三間分店，是外省首間新店，而同月在廣州環市東以街鋪形式新設分店。
2017年5月，於廣州珠江新城西塔新設高檔分店，裝修和出品都有變革。　
陶陶居十甫路总店2018年9月租约到期停业，商标及物业权属人广州陶陶居食品有限公司表示为提高消费体验进行內部装修，预计需6至12个月。
2019年7月4日，广州酒家发布公告，广州酒家与广州工业发展集团有限公司签署《股权转让意向书》，拟受让让其持有的陶陶居100%的股权。此举为国企深化改革一部分，据7月19日广州酒家所发布的收购公告，广州国资管理集团持有的陶陶居公司将以1.998亿元被收购，将成为广州酒家的全资子公司，陶陶居品牌所有权将被广州酒家持有。而陶陶居在第十甫路22号及骑楼物业，还存在因经销商拖欠其货款的官司，陶陶居向法院申请了财产保全并以名下物业提供担保，物业正处于限制处分状态。
2019年11月25日，陶陶居在上海新天地开设分店，为华东地区首家门店。其后陶陶居计划在上海开设第二家门店，未来还会进入杭州市场。　

### 佈置
陶陶居充滿著嶺南建築風格。在該店於1933年重新營業時改建一番，當中大樓為三層鋼筋混凝土結構，上蓋置有六角亭，所選的彩畫灰飾等極富嶺南風格。內設卡座正廂、大觀園、濂溪清舍、八卦圖形等卡位，別具匠心。為了添上文人的清雅，室內牆壁更掛上名人字畫、詩詞對聯，尤其是七彩玻屏風上刻有詩畫，供茶客欣賞。
老陶陶居主要客位採用圓枱而非方枱，餐枱都會要鋪枱布，餐廳內亦配置洗手間。
當幸福樓集團收購陶陶居後，曾經大事粉飾一番，幸古舊傢具保留完好，仍不失其作為舊式茶樓的風韻。

## 馳名出品

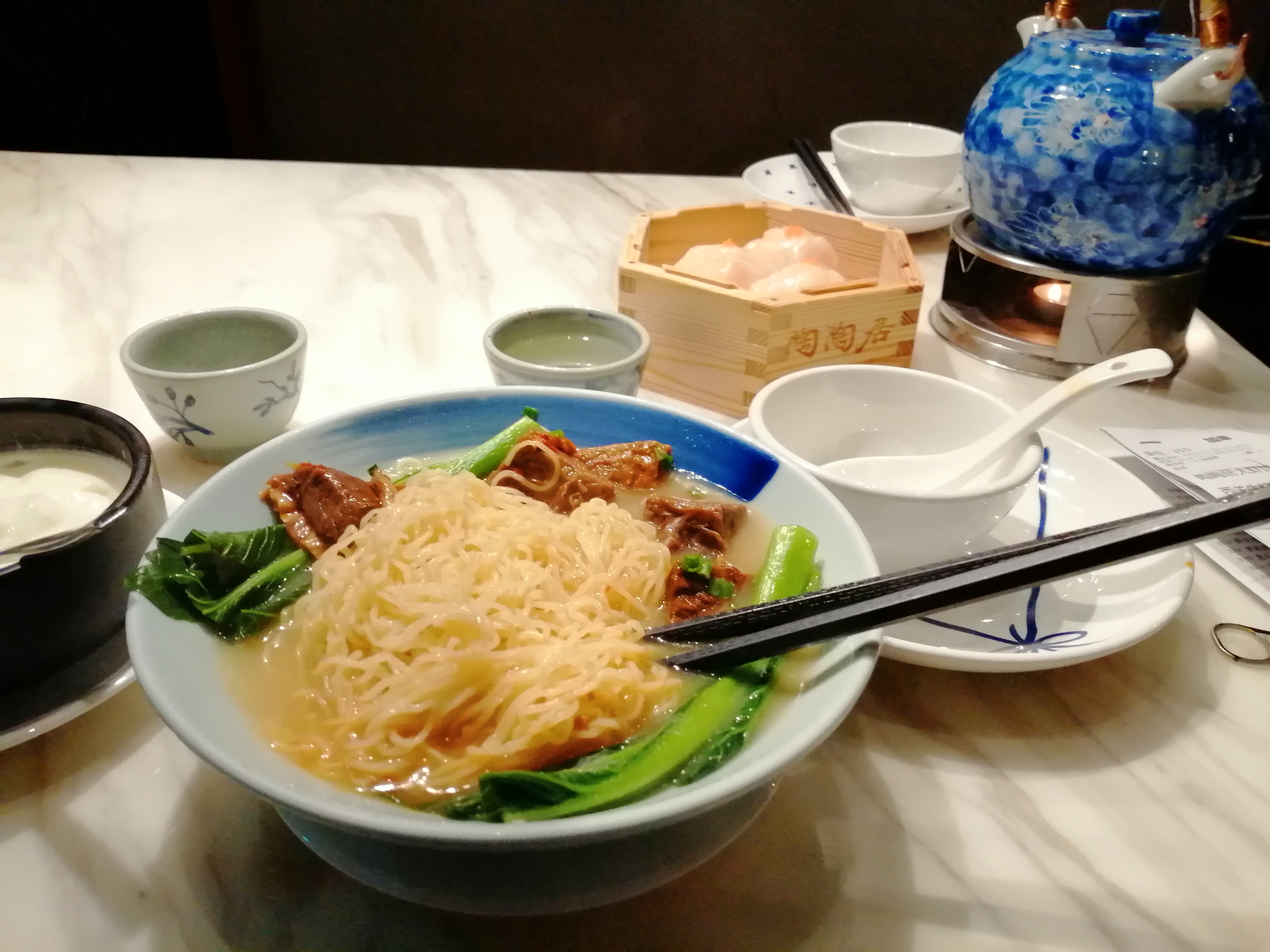
陶陶居厦门门店供应的牛腩面、双皮奶和蝦餃皇

### 茶
陶陶居最出名的是「山水名茶」。
廣州北邊白雲山有眼九龍泉，水質優秀，陶陶居過去就每日都有請十幾個工人去擔水，擔水時上面插有「陶陶居」個名的旗幟。舊日交通不便，工人徒步單程就起碼三、四個小時。後改用大板車代為運輸泉水。

### 菜品
陶陶居能烹製多種廣東風味菜，其中被定為名菜的有豬腦魚雲羹、五彩鮮蝦仁、 薑蔥炒肉蟹、西湖菊花魚、手撕鹽焗雞等 10 種。豬腦魚雲羹用豬腦、鮮蝦、魚雲、火腿、肉粒、瘦叉燒粒、鮮菇粒等原料燴成，湯色金黃，是有名的傳統菜肴。還有歷屆美食節獲獎菜式，如金牌麻皮乳豬、滋補鹽燉雞、浙江風味雞、瓦煲鎮江雞、秘制乳鴿皇、花膠洋參燉水魚、瑤柱綠豆扣田雞、金粟桂魚件、花枝秋菊、雙果紫菜丸、瑤柱綠豆扣田雞、百花齊爭豔、哈蜜水晶丸等。

### 點心
陶陶居最具盛譽的還有歷史悠久的精美點心，每天供應的點心不下百款，如乘風破浪船、陶陶蝦餃皇、蟹黃乾蒸燒賣、蜜汁叉燒包、鴛鴦雞蛋撻、陶陶甘粟餅、海南水晶球、五仁白綾酥、裱花蛋糕、迷你像生、欖蓮香波、香麻鴛鴦卷、雞粒千層盒等。
- 奶皇包：有甜香的椰子味，當把包皮掰開時，鮮黃色的奶皇滿溢的漏出來。奶和蛋黃的比例適中。

## 花絮
相傳從前陶陶居是以白雲山的九龍泉水泡茶做招徠的，並由專人負責走到那處擔水。煮茶時更用紅泥小火爐，有專人侍候。

## 英文名稱
陶陶居原來的英文名稱是始創時傳統的粵式拼音。在1949年後被改成漢語拼音，與很多國有企業的做法相同，至今未見恢復。

## 外部連結
- 廣州陶陶居食品有限公司 （页面存档备份，存于）
- 陶陶居里话沧桑 - 廣州文史 （页面存档备份，存于）
- 民國時期，1949年7月17日，陶陶居爆炸案

23°6′57.81″N 113°14′13.44″E / 23.1160583°N 113.2370667°E